# Kila Iaravai
Kila Iaravai (ur. 9 stycznia 1991) – papuaski piłkarz grający na pozycji obrońcy.

## Kariera klubowa
Karierę piłkarską Iaravai rozpoczął w klubie Morobe Kumuls, w którym występuje do chwili obecnej.

## Kariera reprezentacyjna
W reprezentacji Papui-Nowej Gwinei Iaravai zadebiutował 4 czerwca 2012 w przegranym 1-2 meczu z Nową Zelandią w Pucharze Narodów Oceanii 2012, który był jednocześnie częścią eliminacji Mistrzostw Świata 2014.